# Tigridia illecebrosa
Tigridia illecebrosa är en irisväxtart som beskrevs av Robert William Cruden. Tigridia illecebrosa ingår i släktet Tigridia och familjen irisväxter. Inga underarter finns listade i Catalogue of Life.